# Dasyrhynchus pacificus
Espèce
Dasyrhynchus pacificus est une espèce de cestodes de la famille des Lacistorhynchidae.
Le spécimen type a été identifié par Robinson chez Argyrosomus japonicus au large de la plage de Bondi en Nouvelle-Galles du Sud sur les côtes australiennes.
La forme adulte est décrite en 1989, trouvée sur un Requin cuivre (Carcharhinus brachyurus) des cotes brésiliennes.

## Publication originale
- (en) Edward S. Robinson, « Cestoda (Tetraphyliidea and Trypanorhyncha) from marine fishes of New South Wales », Records of the Australian Museum, Sydney, Australian Museum et Shane F. McEvey (d), vol. 26,‎ 23 mars 1964, p. 341-348 (ISSN 0067-1975 et 2201-4349, OCLC 1385608, lire en ligne).